# Sulki
Sulky, Sulci, Solci (in latino: Sulci; in greco antico: Σολκοί?, Solkoi) o Sulcis fu un insediamento prenuragico e nuragico, una città fenicia e poi punica e romana della Sardegna, capitale dei Solcitani, ed oggi un sito archeologico nella provincia del Sulcis Iglesiente. Sorgeva nel luogo dell'odierna Sant'Antioco, sul versante nord dell'omonima isola dell'arcipelago sulcitano. Il nome fenicio, 𐤎𐤋𐤊𐤉 (Slky; vocalizzato: Sulký), era composto da quattro consonanti: 𐤎 "Samek", 𐤋 "Lamed", 𐤊 "Kaf" e 𐤉 "Yod".

## Abitato

### Periodo prenuragico e nuragico
Secondo quanto emerso dai ritrovamenti, gli insediamenti più antichi nell'area si riferiscono alla cultura Ozieri, (III millennio a.C.); ne sono testimonianza gli abitati (fondi di capanne in Sant'Antioco) e le Domus de janas di Is Pruinis. Seguirono poi le popolazioni nuragiche durante l'Età del bronzo. Quando giunsero i primi mercanti levantini, questi dovettero relazionarsi in maniera del tutto pacifica con la preesistente componente nuragica che occupava la sommità della collina dove oggi vediamo il Forte Sabaudo, e dove si possono vedere anche i resti di un grande complesso nuragico. I rapporti di pacifica convivenza si possono ipotizzare sulla base dei ritrovamenti fatti nella campagna di scavo che ha restituito nei suoi livelli più antichi tracce della compresenza di Fenici e Nuragici, che si aggiungono alle scoperte avvenute nell'area del tofet si dagli anni ottanta.

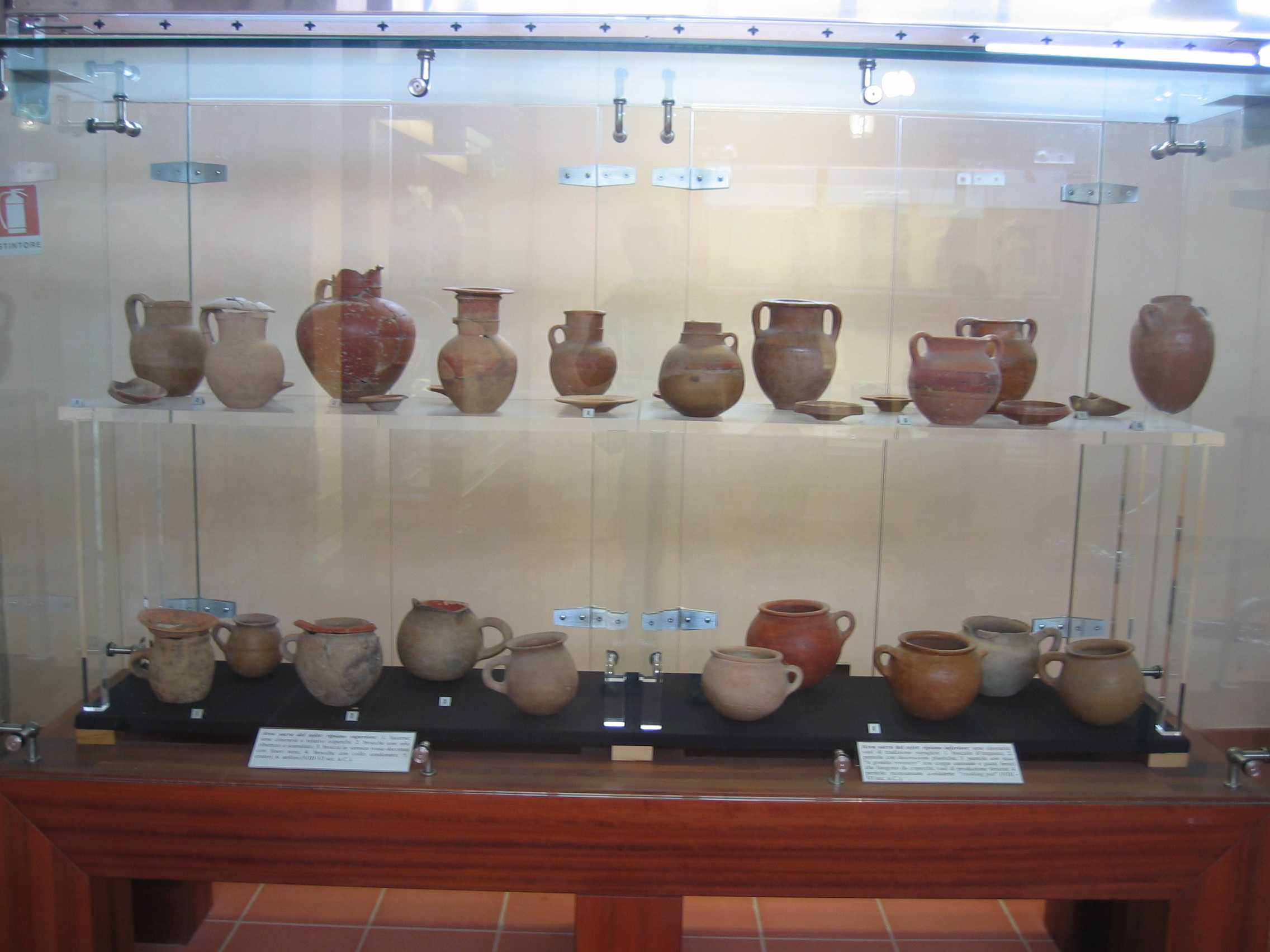
(Sant'Antioco, Museo archeologico comunale Ferruccio Barreca).

### Periodo fenicio-punico
Fin dalla sua fondazione come città, avvenuta attorno al 770 a.C., Sulky ebbe probabilmente un'estensione di circa dodici ettari. Tuttavia, recenti ritrovamenti di ceramiche "bichrome Ware" di produzione fenicia di Oriente, autorizzano ad alzare la datazione riguardante la fondazione della città attorno IX secolo a.C. L'abitato occupava il versante orientale della collina e digradava verso il mare con le strade ortogonali. Le prime notizie sull'antico abitato fenicio provengono da un'area denominata, non proprio felicemente, Cronicario, adiacente all'ospizio per gli anziani. Nel 1983 Paolo Bernardini e Carlo Tronchetti, dirigenti della Soprintendenza Archeologica per le province di Cagliari e Oristano, avviarono l'esplorazione di quest'area: in quell'occasione furono rinvenuti importanti resti dell'antica città, prima fenicia, poi punica e quindi romana. Oltre alle strutture murarie, in pietra e in mattoni di argilla cruda, sono stati rinvenuti numerosissimi oggetti, soprattutto in terracotta, che hanno permesso di conoscere meglio quale doveva essere l'ampiezza dei commerci dell'antica Sulcis. 

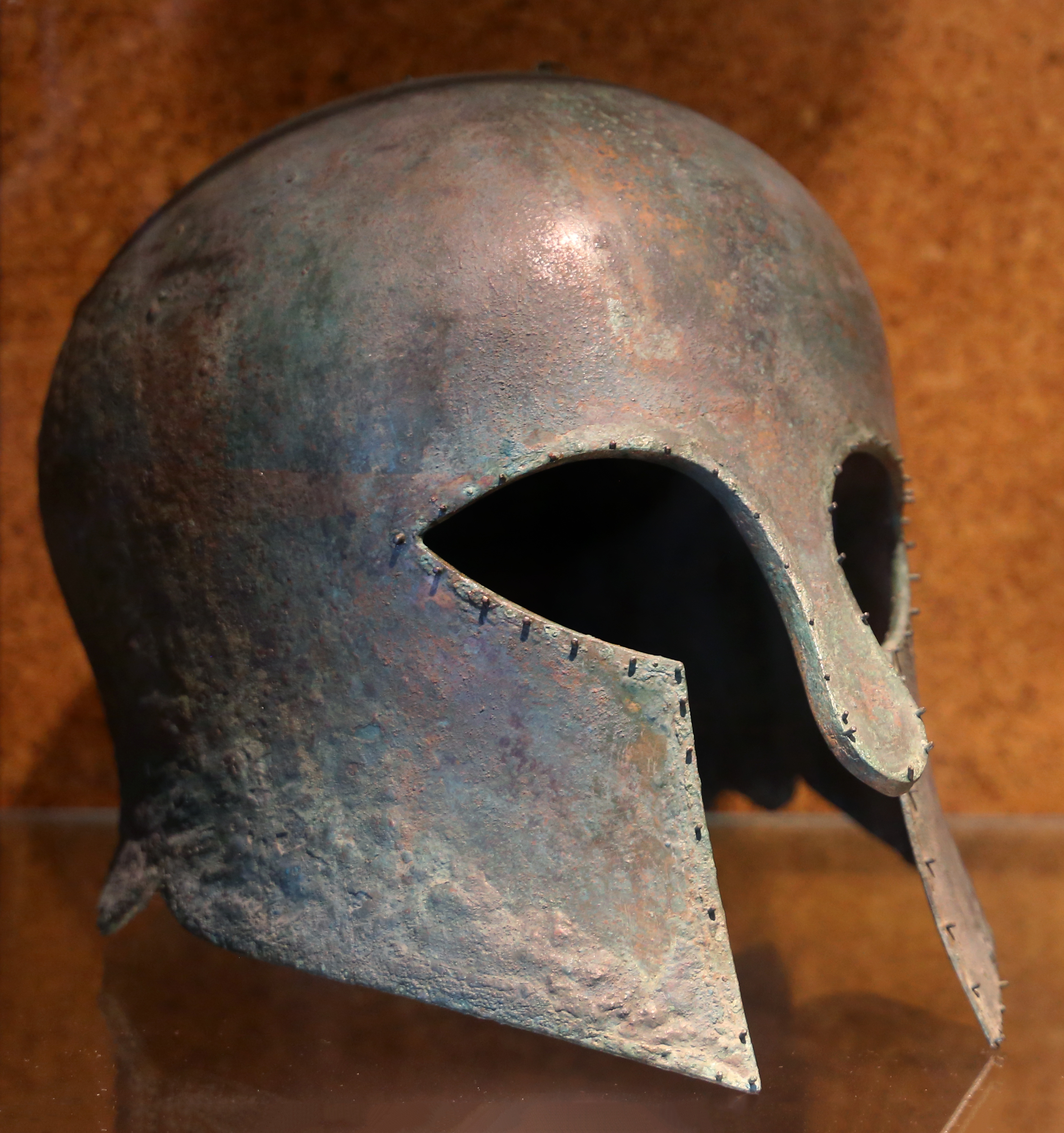
Elmo di tipo corinzio da Sulki.

I suoi traffici toccavano tutto il Mediterraneo, dal Libano alla Penisola Iberica, dall'Africa settentrionale all'Etruria. Attualmente l'area è oggetto di ricerche archeologiche sotto la direzione di Piero Bartoloni, professore ordinario di Archeologia fenicio-punica presso l'Università di Sassari, grazie all'acquisizione di una nuova area adiacente a quella indagata in precedenza. Secondo le evidenze archeologiche registrate dallo stesso professor Bartoloni, Sulky ci appare oggi come la più città antica della Sardegna, se non addirittura d'Italia.
Per quanto riguarda le strutture abitative più antiche, queste sono emerse in alcuni settori all'interno dell'area archeologica in cui è stato possibile indagare in profondità, raggiungendo talvolta il livello della roccia vergine. 
Si ricavano quindi i resti di un abitato sorto e consolidato entro la prima metà dell'VIII secolo a.C., in cui giunsero materiali e genti provenienti dalla madrepatria fenicia, dalla colonia nordafricana di Cartagine, insieme a suppellettili derivanti dai commerci intrapresi dalla colonia soprattutto con Greci ed Etruschi. L'area del Cronicario in epoca fenicia doveva essere parte di un quartiere abitativo e artigianale, dove trovarono posto impianti per la lavorazione del pescato e del metallo (in particolare ferro). Dopo l'avvento del dominio di Cartagine sulle colonie fenicie, consolidatosi durante gli ultimi decenni del VI secolo a.C. la città di Sulky subisce importanti modifiche culturali e anche urbanistiche. 

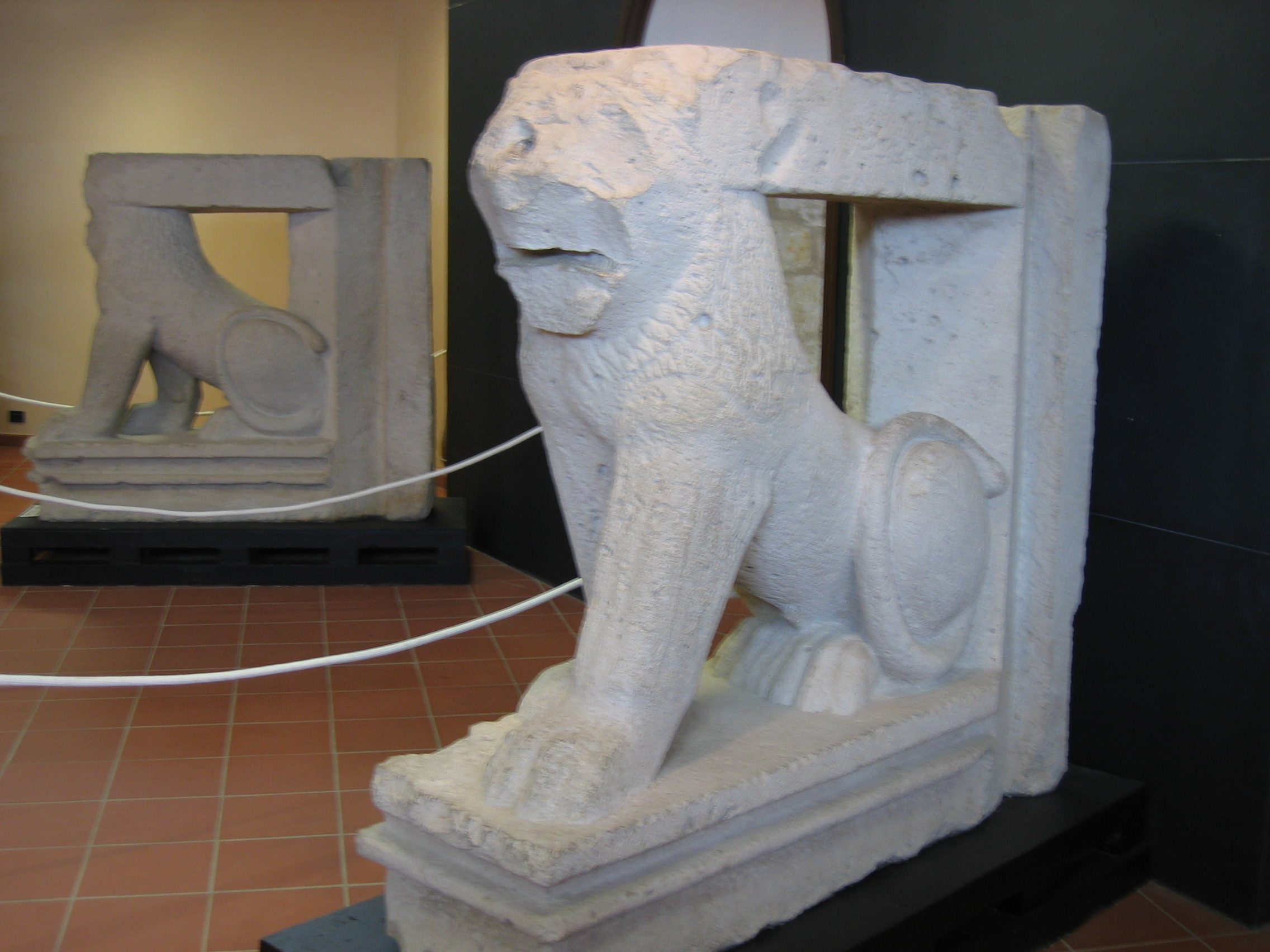
Statue di leone in tufo vulcanico dalla Porta Nord, ritrovato nel 1983 (Sant'Antioco, Museo archeologico).

Queste ultime sono state in buona parte cancellate dai successivi interventi romani, che hanno stravolto in maniera particolarmente invasiva le strutture preesistenti, salvaguardando in parte quelle più antiche, che si trovavano a quote inferiori e conservatesi grazie allo scioglimento dei mattoni crudi che le hanno sigillate. Dai resti della cultura materiale rinvenuti durante le indagini archeologiche si percepisce l'importanza che la città mantenne anche durante il dominio cartaginese, probabilmente favorita per la sua felice posizione portuale e come naturale sbocco delle risorse provenienti dal Sulcis-Iglesiente, tra le quali soprattutto l'argento.

### Periodo romano

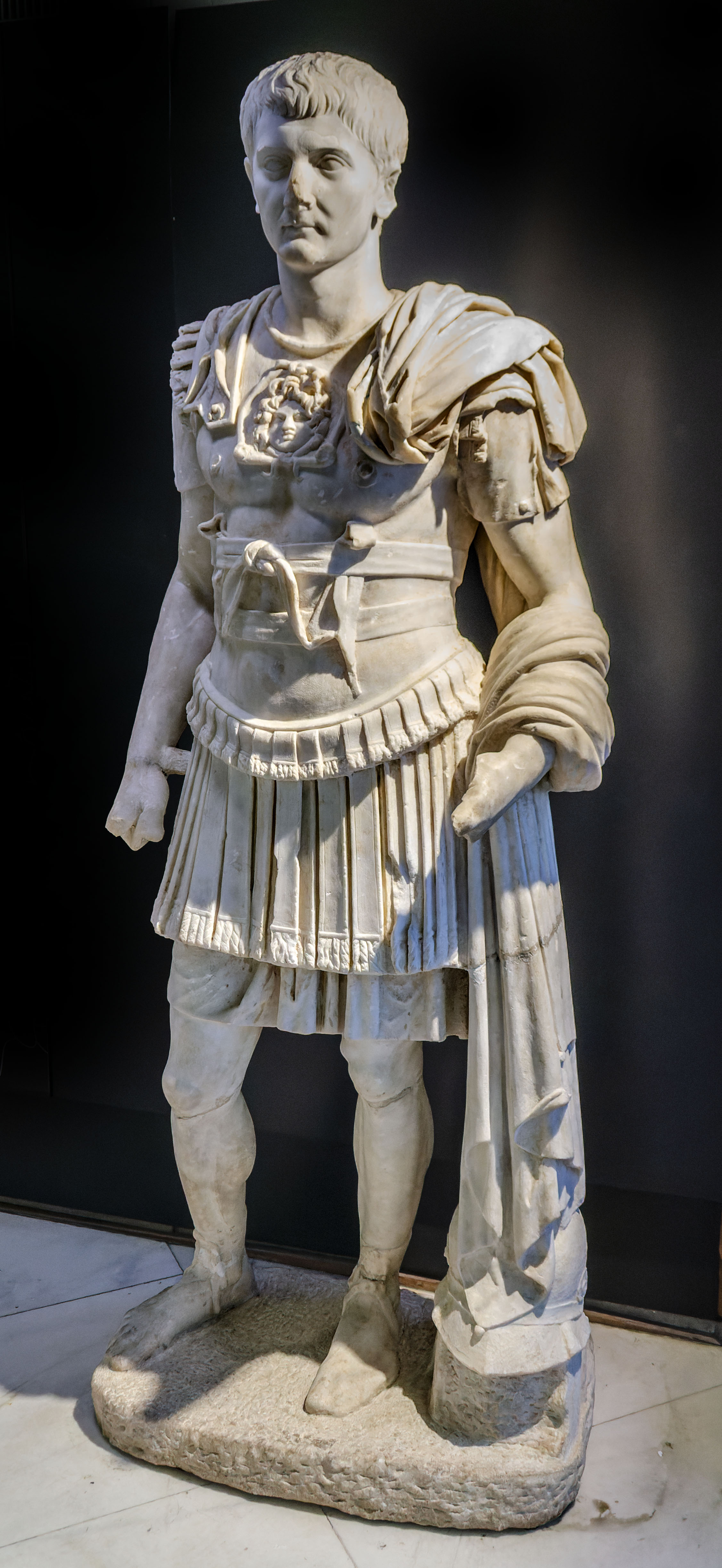
Statua di Druso minore

Già a partire dal III secolo a.C. (al 238/7 a.C. risale la prima occupazione romana della Sardegna). L'isola era oggetto di fenomeni di immigrazione da parte dei mercatores italici che sfruttavano le risorse sarde. Al contempo, aprivano le porte a fecondi processi di integrazione, romanizzazione e monumentalizzazione urbana, almeno per quanto riguarda le città della costa, sedi dei porti vitali per la commercializzazione di tali risorse. Un esempio della ricchezza legata al commercio dei minerali può essere visto proprio per la città punica di Sulcis, la Sulci romana, da sempre porto di smercio del piombo argentifero delle miniere dell'attuale regione del Sulcis-Iglesiente.
Sulki è ricordata dall'anonimo autore del Bellum Africanum (98, 1) per avere rifornito di uomini e vettovagliamenti i Pompeiani; per questo motivo, Cesare, dopo avere sconfitto i seguaci di Pompeo a Tapso, nel 46 sbarca a Carales (l'attuale Cagliari), impone ai Sulcitani una forte multa, il cui ammontare è dubbio, oltre ad elevare ad un ottavo la decima dei prodotti del suolo. Lo stato economico della città, per altro, non pare dovette soffrire a lungo per le restrizioni volute da Cesare, se Strabone (5, 2, 123), geografo di età augustea, dice che Cagliari e Sulci sono le due più importanti e fiorenti città dell'isola. 

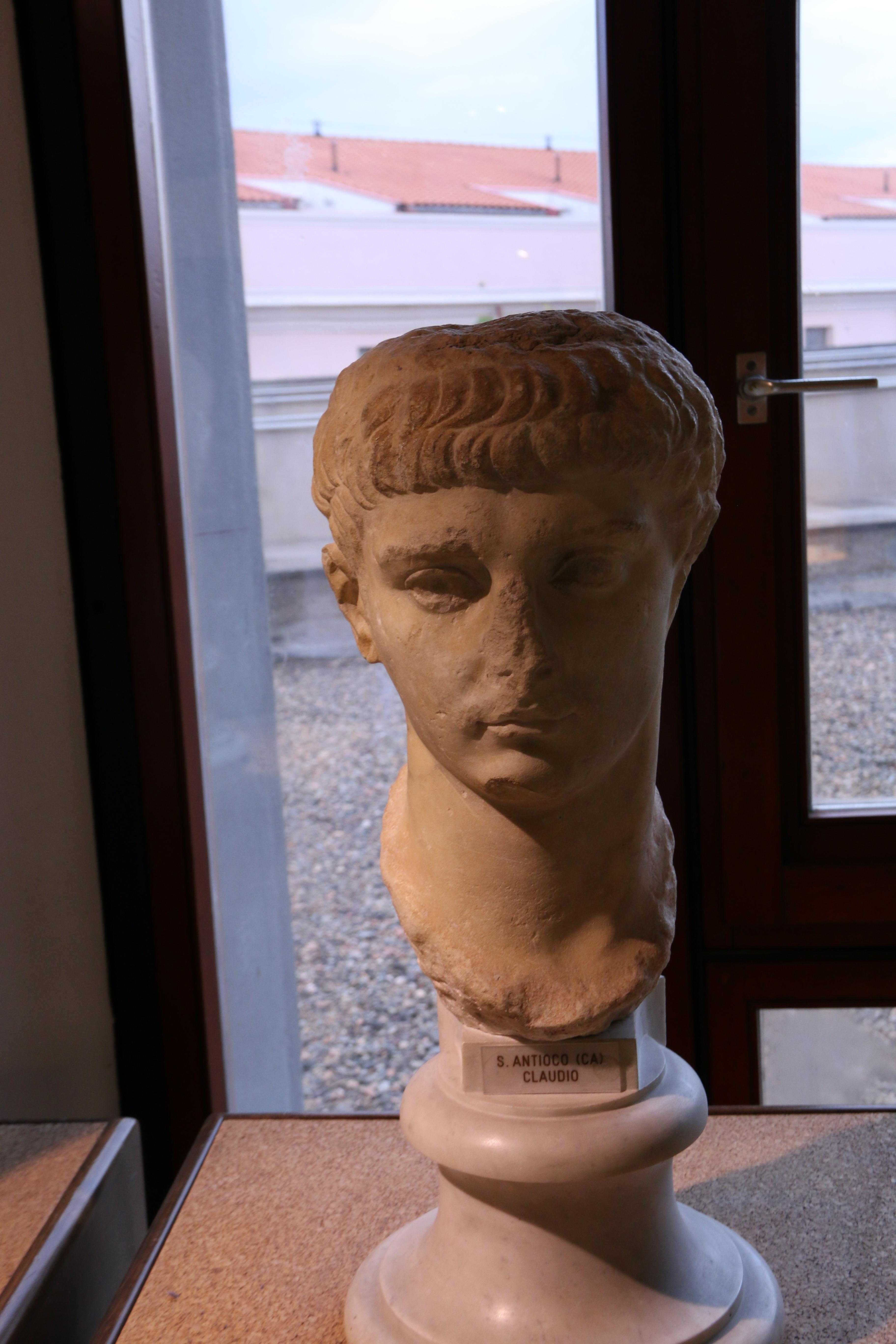
Busto di Claudio

Per quanto riguarda Sulci, è stata avanzata l'ipotesi che abbia ottenuto lo statuto di Municipium civium Romanorum con l'imperatore Claudio, statuto attestato con sicurezza da alcune iscrizioni. Tuttavia, il commercio non era la sola anima economica dell'economia sulcitana. A partire dalla prima età imperiale esistono attestazioni archeologiche di insediamenti rurali nell'interno dell'isola, volti allo sfruttamento cerealicolo.

### Periodo vandalo e bizantino

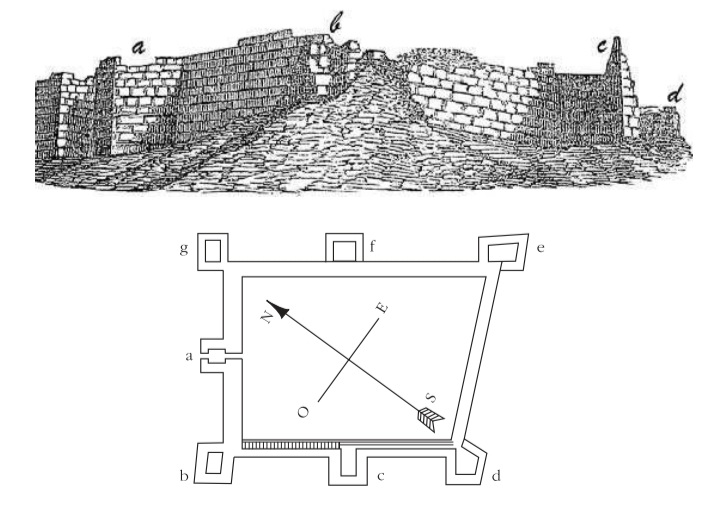
Resti del castello bizantino, disegno da "Viaggio in Sardegna" di Alberto della Marmora

Nel corso del periodo vandalico, le comunità cristiane in Sardegna vissero una fase di intensa organizzazione. La città di Sulky era un'importante diocesi già dal 484 d.C., partecipando al concilio di Cartagine con il vescovo Vitale. Durante l'Alto Medioevo, un'area a sud di Sulky era dominata da un insieme di edifici significativi, noto come  castrum sulcitanum, edificato dai Bizantini intorno al VI secolo d.C. e del quale non rimangono più vestigia, ma che è stato descritto dettagliatamente da Vittorio Angius, Alberto della Marmora, Giovanni Spano e, successivamente, Dionigi Scano. All'inizio dell'VIII secolo, la Sardegna iniziò a subire attacchi da parte degli Arabi, con l'isola di Sant'Antioco che divenne uno dei loro principali bersagli.  Questi attacchi divennero poi frequenti, costringendo la popolazione a rifugiarsi nell'entroterra, lasciando l'isola quasi deserta. 

## Porto

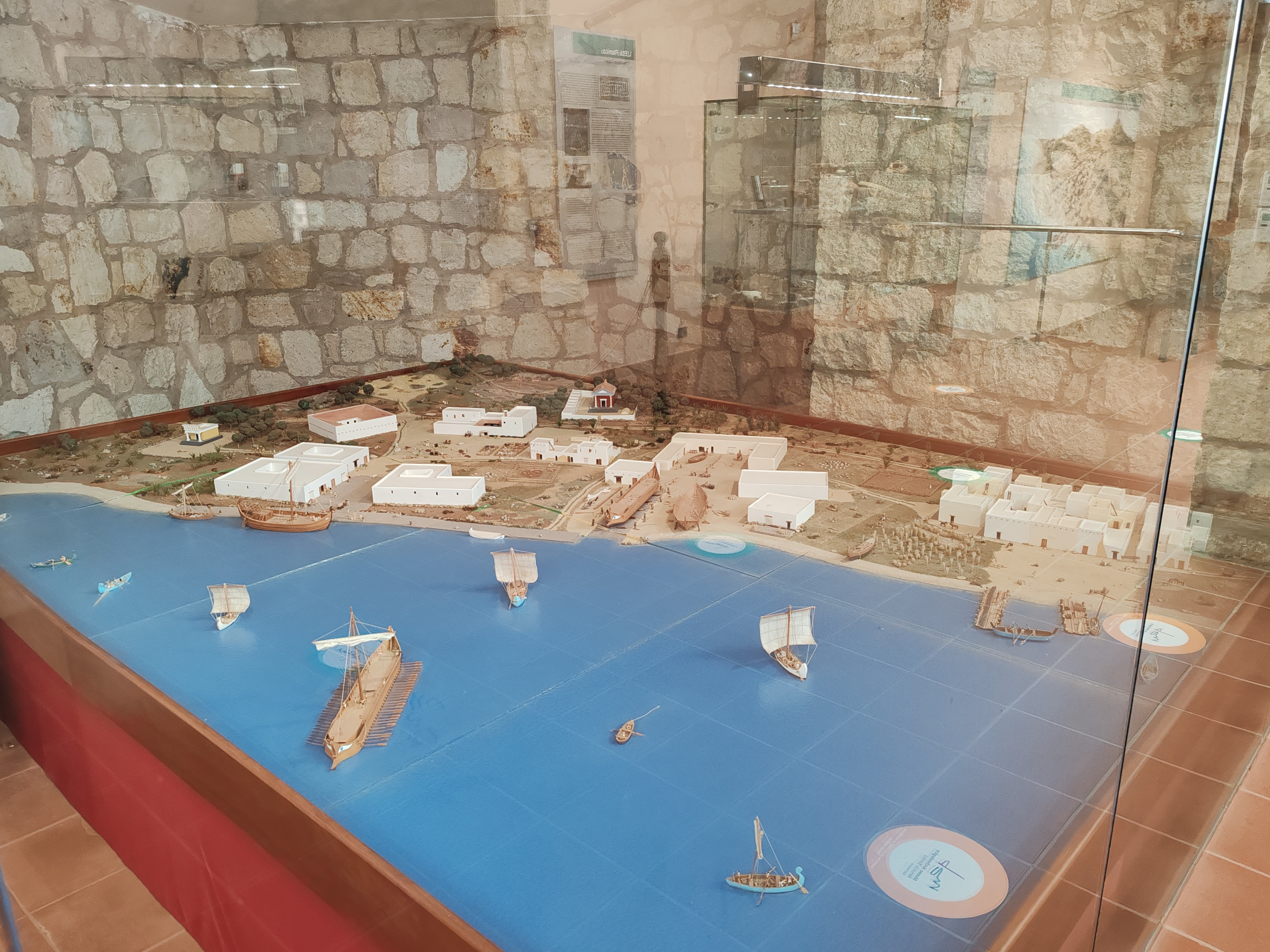
Ricostruzione del porto di Sulky

Il porto era situato esattamente dove ancora oggi è il porticciolo peschereccio, tra le vie XXIV Maggio e Eleonora d'Arborea. Il porto, di antichissima origine, era frequentato fin dall'età nuragica. Era presente un secondo porto nella località oggi chiamata "sa Barra". La presenza dei due porti consentiva l'attracco delle navi a seconda del vento. Più a sud era ubicata la necropoli a incinerazione di età fenicia, che, assieme a quella di età romana, era ubicata attorno al piazzale della vecchia stazione.

## Necropoli

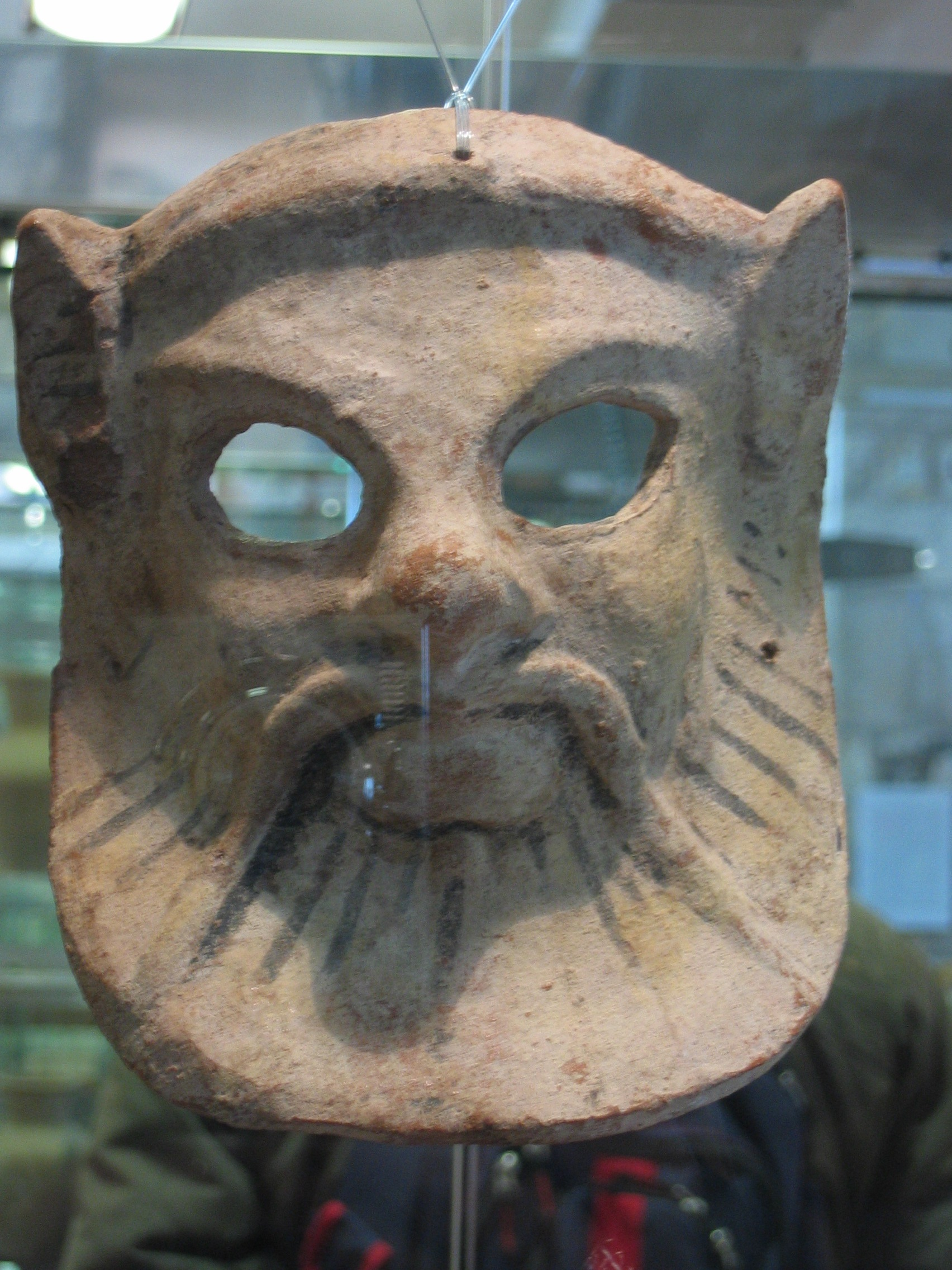
Maschera di Sileno dalla necropoli punica (Sant'Antioco, Museo archeologico comunale Ferruccio Barreca).

Per quanto riguarda la necropoli fenicia, un’eccezione alla mancanza quasi assoluta di dati è rappresentata da una fossa contenente un’incinerazione, rinvenuta a seguito di lavori privati, all’interno della quale è stata ritrovata una brocca con orlo a fungo databile alla prima metà del VI secolo a.C. sicuramente riferibile ad una tomba ad incinerazione. Un’altra brocca biconica databile alla fine del VII- prima metà del VI secolo a.C. può essere riferibile a una tomba ad incinerazione, rinvenuta lungo la linea ferroviaria Sant’Antioco-Calasetta. Ulteriori dati ci vengono dalla Collezione privata della famiglia Biggio, che conserva una serie importante di manufatti di età acaica di provenienza funeraria, presumibilmente da riferirsi a quest’area. 

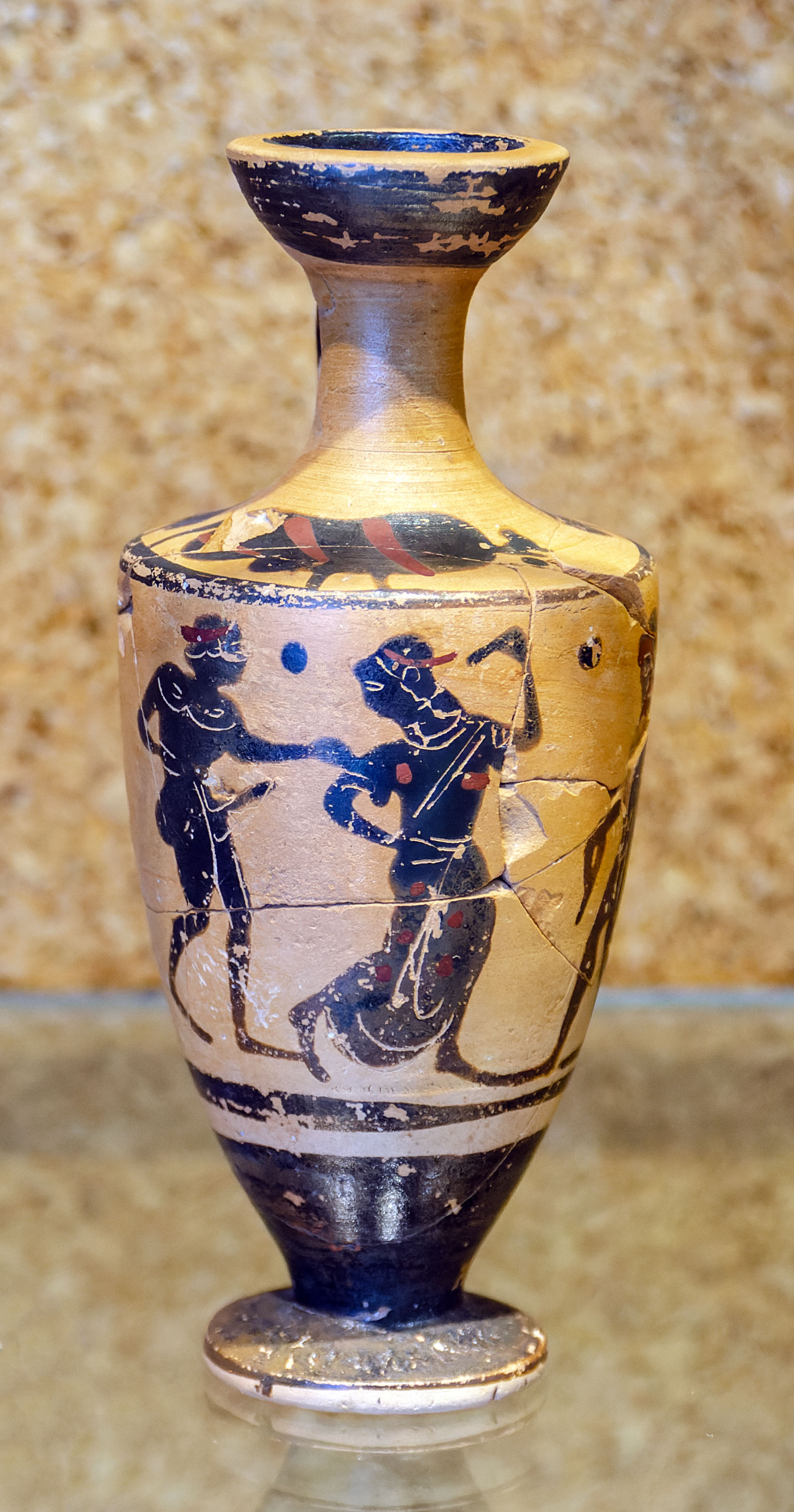
Vaso attico dalla necropoli punica

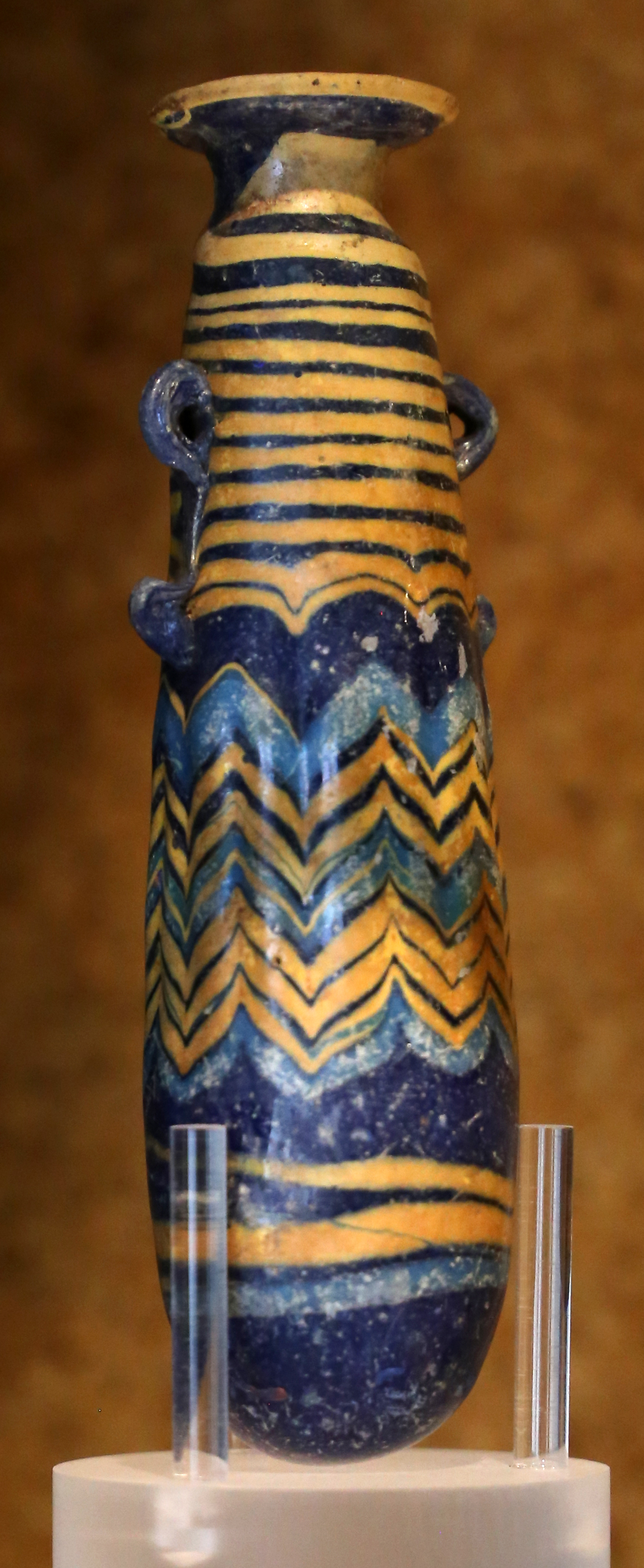
Alabastron in vetro dalla tomba 12AR

Il tipo tombale documentato sembra esclusivamente la tomba a camera, che presenta diverse varianti. Barreca, che le aveva individuate, aveva ritenuto più antiche quelle a camera rettangolare con dromos monumentale e rettangolare collocate nel VI- prima metà del V secolo a.C., quando dovrebbe comparire la seconda tipologia, con un tramezzo che divide le due camere e il dromos diventa trapezoidale, con un progressivo allargamento verso la camera. La camera risulta suddivisa in due vani distinti. Non conosciamo la funzione del tramezzo, si ipotizza un espediente strutturale, per evitare il crollo del soffitto. Non abbiamo documentazione per il periodo tra il V e il IV secolo.

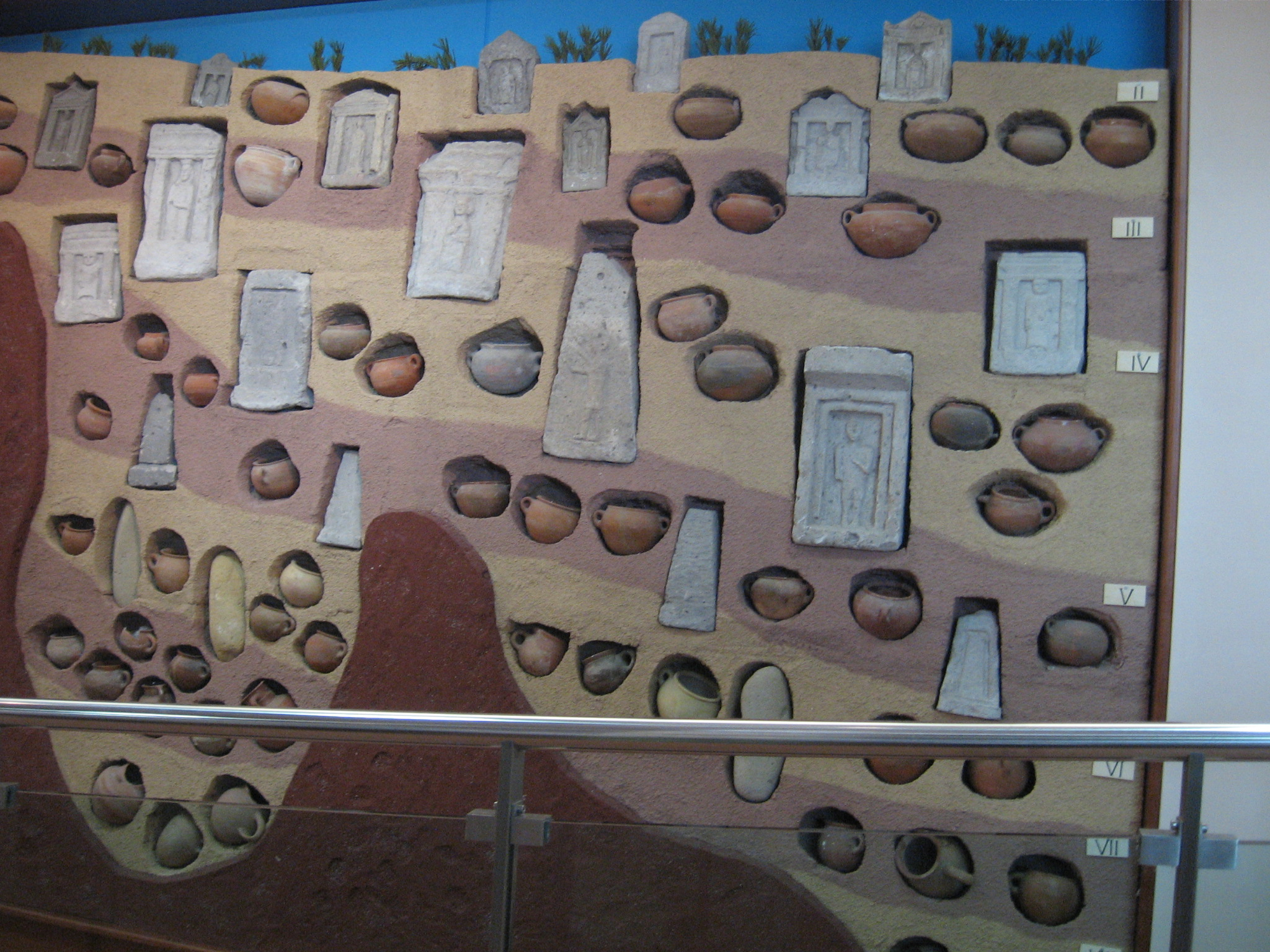
Ricostruzione stratigrafica del Tofet (Sant'Antioco, Museo archeologico comunale Ferruccio Barreca).

## Tofet
Il tofet cittadino venne impiantato dai Fenici nella prima metà dell'VIII secolo a.C., come di consueto, in un'area ritenuta poco adatta all'urbanizzazione, chiamata Sa Guardia 'e Is Pingiadas, nella zona settentrionale del moderno centro abitato. Si tratta di un affioramento roccioso di ignimbrite vulcanica; le urne cinerarie con i betili e in seguito le stele che le accompagnavano venivano sistemate tra gli anfratti rocciosi, in seguito ai rituali che comportavano l'incinerazione dei bambini defunti, talvolta insieme a piccoli animali offerti in sacrificio alle divinità intestatarie di questo luogo, che erano Tanit e Baal Hammon. 
Nel corso dei secoli tutto il rilievo venne progressivamente riempito di deposizioni, tanto che l'organizzazione degli spazi funerari venne pianificata attraverso la costruzione di piccoli recinti, che delimitavano i campi d'urne. L'area dopo le indagini archeologiche, in parte ancora in corso, ha subito un processo di musealizzazione, consistente nella fedele riproduzione delle urne cinerarie che contenevano le ceneri dei fanciulli, ricollocate talvolta insieme alle stele in posizione molto simile a quella originaria. 

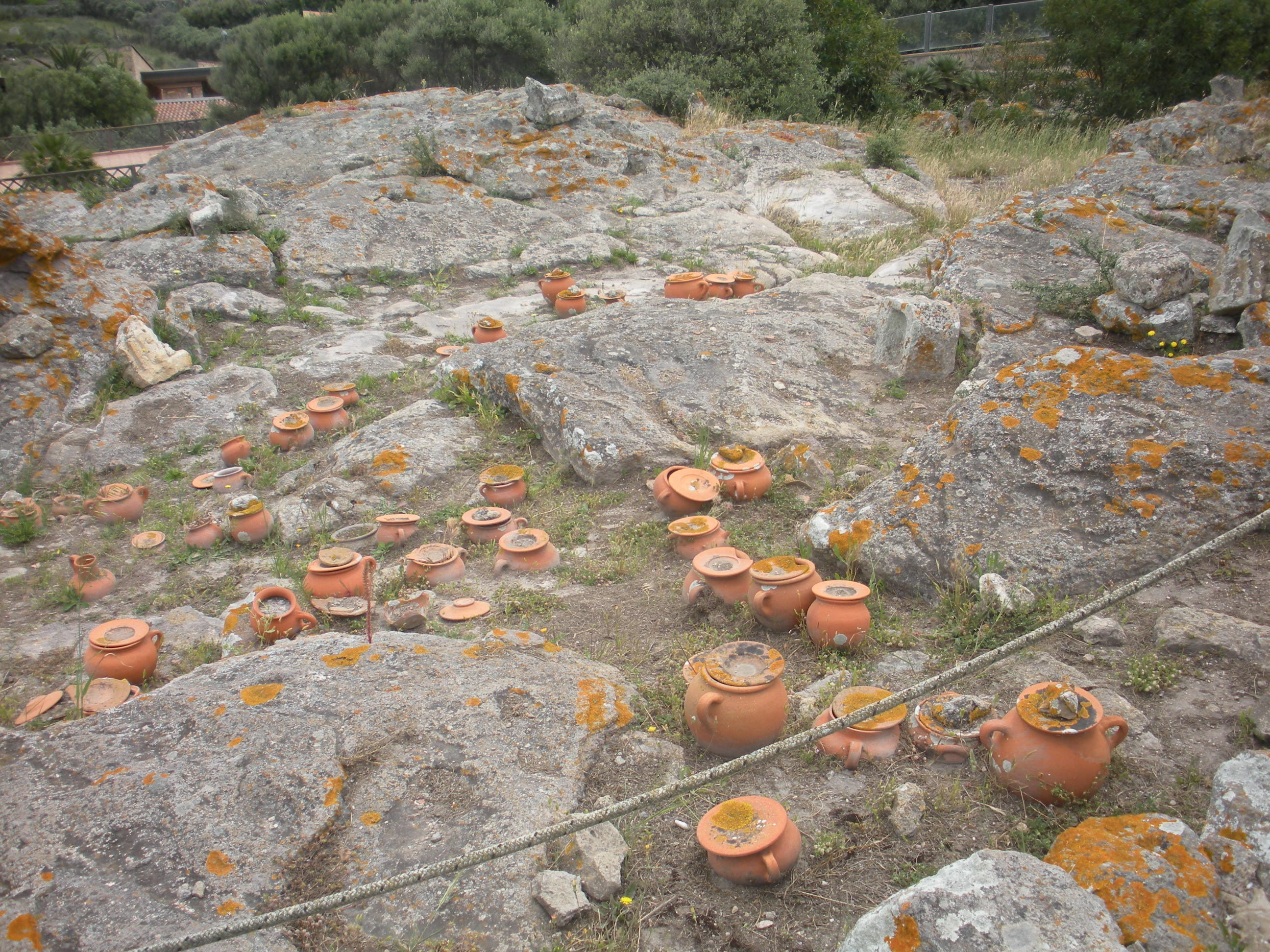
Tophet

In questo modo il visitatore che volesse avere una percezione dell'assetto originario di questo spazio funerario a cielo aperto prova grande suggestione, grazie anche al magnifico panorama che si gode da questo rilievo roccioso. Per quanto riguarda la cultura materiale sono molto interessanti gli stessi recipienti utilizzati come contenitori cinerari, soprattutto nelle fasi più antiche: oltre ai vasi tipicamente fenici, come le cosiddette cooking-pots o le brocche con collo cordonato trovano spazio altri vasi frutto dell'incontro culturale tra differenti gruppi etnici. 
Infatti nel tofet di Sulky sono stati rinvenuti vasi bollilatte tipici della cultura nuragica dell'età del Ferro, alcuni recipienti di provenienza greca euboica e alcuni altri recipienti ibridi, frutto della commistione di elementi derivanti da queste culture. Fra le stele del tofet di Sulky è ricorrente la forma umana, inserita in una struttura architettonica a tempio, su una piccola base, dunque probabilmente una statua di culto. Iconografiche sono state individuate diverse fasi cronologiche: tempio con carattere egittizzante (metà del V - metà del IV secolo a.C.) con architrave orizzontale, mentre successivamente assume un frontoncino triangolare di derivazione ellenica.